# Hypena leucoprepa
Hypena leucoprepa är en fjärilsart som beskrevs av Bethune-Baker 1908. Hypena leucoprepa ingår i släktet Hypena och familjen nattflyn. Inga underarter finns listade i Catalogue of Life.